# Електромеханічний технікум (Маріуполь)
Електромеханічний технікум, Маріуполь  — навчальний заклад в місті Маріуполь. 

## Історія
Навчальний заклад розташований в приміщенні освітньої школи № 25 на Нікопольському проспекті. Історія закладу розпочалась 1968 року з ініціативи тодішнього керівника маріупольського Трамвайного управління Козлова Маркела Олександровича та міськвиконкому. Тоді в ОШ №25 Маріуполя заснували філію Київського технікуму міського електротранспорту.
В грудні 1970 року за наказом тодішнього міністра комунального господарства України створено самостійний технікум міського електротранспорту.
1986 року заклад перейменували у Електромеханічний технікум і перетворили його на багатопрофільний. Перших студентів на навчання набрали вже восени 1971 року.
До розпаду СРСР викладачі і студенти Електромеханічного технікуму Маріуполя брали участь у декількох виставках технічної творчості освітніх закладів Міністерства комунального господарства. Твори студентів представляли також на Виставки досягнень народного господарства в містах Київ і Москва. Так, до 1991 року тільки працівники лабораторії електричних вимірів отримали п'ять медалей ВДНГ ( срібних та бронзових ).
Позаучбова робота має насичений характер і сучасне спрямування. Окрім класних часів проводять змагання КВН, брейн-ринги, концерти самодіяльності студентів, спортивні змагання, відзначають день технікуму, день відкритих дверей,  день святого Валентина.  
Навчальний заклад збільшує зв'язки з іншими освітніми закладами України заради подальших перспектив для випускників. Так, в технікумі працюють дві філії кафедр Харківської національної академії міського господарства.